# Казиха
Казиха — деревня в Спировском районе Тверской области.

## География
Находится в центральной части Тверской области на расстоянии приблизительно 9 км на северо-восток по прямой от районного центра поселка Спирово.

## История
Деревня была отмечена ещё на карте 1825 года. В 1859 году здесь (сельцо Вышневолоцкого уезда) было учтено 29 дворов. До 2021 года входила в состав Пеньковского сельского поселения Спировского района до его упразднения.

## Население
Численность населения: 153 человека (1859 год), 25 (русские 32 %, аварцы 40 %, чеченцы 28 %) в 2002 году, 27 в 2010.